# Covaxin
Covaxin (amb el nom de codi BBV152) és una vacuna contra la COVID-19 basada en virus inactivats que està desenvolupant per Bharat Biotech en col·laboració amb el Consell Indi d'Investigació Mèdica.

## Autoritzacions
Autorització plena
     Autorització d'emergència
     Permesa per viatjar
     Destinatari apte per a COVAX
Plena(1)
1. Índia[2]

Emergència (38)
1. Afganistan[3]
2. Bahrain[4]
3. Botswana[5]
4. República Centreafricana[3]
5. Comores[3]
6. Egipte[3]
7. Etiòpia[6]
8. Filipines[7][8]
9. Guatemala[5] (no utilitzada)[9]
10. Guyana[5] (no utilitzada)[9]
11. Iemen[3]
12. Iran[10]
13. Iraq[3]
14. Jordània[3]
15. Kuwait[3]
16. Líban[3]
17. Líbia[3]
18. Malàisia[11]
19. Marroc[3]
20. Maurici[12]
21. Mèxic[13]
22. Myanmar[14]
23. Nepal[15]
24. Nicaragua[5] (no utilitzada)[9]
25. Oman[3]
26. Pakistan[6]
27. Paraguai[16][17]
28. Portugal[3]
29. Qatar[3]
30. Síria[3]
31. Somàlia[3]
32. Sudan[3]
33. Trinitat i Tobago[18]
34. Tunísia[3]
35. Unió dels Emirats Àrabs[3]
36. Veneçuela[5] (no utilitzada)[9]
37. Vietnam[19]
38. Zimbabwe[20]

## Assajos
De fase I amb 375 participants: Resposta per anticossos neutralitzants dependent de la dosi segons el programa de dues dosis.

Informes de  fase II pendents
De fase III amb 25.800 participants: Aleatoritzat, cegat per l'observador, controlat amb placebo. La taxa d'eficàcia provisional és del 81% segons la tria de la fase III. Totes les dades de l'anàlisi provisional de la fase II i III encara no han estat disponibles a través d'una revista revisada per especialistes.
Índia,
Nov 2020 – Mar 2022.

## Emmagatzematge
A 2-8 °C.

## Administració
En 2 dosis separades per 4 setmanes.